# Nahún Corro
Nahún Corro Bazán (* 21. Juni 1960 in Orizaba, Veracruz; † 25. Mai 2022 in Irapuato, Guanajuato) war ein mexikanischer Fußballspieler auf der Position des Torwarts.

## Leben
Corro Bazán erlernte das Fußballspielen im Nachwuchsbereich seines Heimatvereins Club Social y Deportivo Once Hermanos. Noch als Jugendspieler wurde er vom Hauptstadtverein Cruz Azul verpflichtet, in dessen Nachwuchsbereich er spätestens ab 1976 spielte. Bei Cruz Azul erhielt Corro Bazán auch seinen ersten Profivertrag, schaffte aber anscheinend nicht den Sprung in die erste Mannschaft. Über den Club Deportivo Tampico gelangte Corro Bazán 1980 zum Club León, bei dem er bis 1984 unter Vertrag stand. Anschließend wechselte er zu Atlético Potosino und 1986 zum salvadorianischen Erstligisten Club Deportivo Águila, mit dem er in der Saison 1987/88 den Meistertitel gewann. Somit war Corro Bazán nicht nur der erste mexikanische Torhüter, der bei einem ausländischen Verein spielte, sondern auch der Erste, der im Ausland einen Titel gewann.
Ende 2021 erlitt Corro Bazán einen Schlaganfall, von dem er sich weitgehend erholte. Etwa ein halbes Jahr später starb Corro Bazán am 26. Mai 2022. Die Gründe hierfür waren zumindest unmittelbar nach seinem Ableben der Öffentlichkeit nicht bekannt.

## Erfolge
- Salvadorianischer Meister: 1987/88